# План одностороннього розмежування
План одностороннього розмежування  — план відділення Ізраїлю від Палестинської національної адміністрації (ПНА), запропонований прем'єр-міністром Ізраїлю Аріелем Шароном. Передбачав вивід всіх єврейських поселень і підрозділів Армії Оборони Ізраїлю з території сектора Газа, а також вивід ряду поселень із Самарії.
Схвалений кабінетом міністрів 6 червня 2004 року, затверджений рішенням Кнесета 26 жовтня 2004 року і виконаний в період з 15 серпня по 23 вересня 2005 року.
22 серпня 2005 року всі мешканці єврейських поселень покинули сектор Газа.
12 вересня 2005 року Газу покинув останній ізраїльський солдат. «Одностороннє розмежування» завершилось 23 вересня 2005 року ліквідацією воєнного табору Дотан, поблизу Джаніна.
В результаті, з сектора Газа виведено 21 єврейське поселення, а з Самарії — 4.

## Історичний фон
З початком інтифади Аль-Акси у вересні 2000 року, кількість терактів проти ізраїльських громадян різко збільшилось. Почавши будівництво роз'єднувальної стіни і приклавши серйозні воєнні зусилля, уряду вдалося поступово скоротити активність терористів, чия діяльність до 2005 року привела до гибелі близько тисячі громадян Ізраїлю. Кордон між Ізраїлем і сектором Газа охоронялась ретельно, і терористи-смертники практично перестали проникати на територію Ізраїлю.
З іншого боку, терористичні організації продовжили обстріл єврейських поселень і населених пунктів західного Негева з сотнями ракет «Касам» і тисячами мінометних снарядів. Обстріли міста Сдерот, що знаходиться не далеко від сектора, привели до численних жертв серед мирного населення. ЦАХАЛ провів в секторі Газа низку воєнних операцій, які спричинили тимчасове затишшя, але їх різко розкритикувала міжнародна громадськіть за важку шкоду, завдану місцевому населенню.
У 2003 році пройшли вибори в Кнесет на яких «Лікуд» під керівництвом Аріеля Шарона, отримав 3 мандатів і сформував достатньо стійкий уряд, склавши коаліцію з партіями Шинуй, МАФДАЛ  і Іхуд Леумі. Шарон став головою уряду і відкинув будь-які односторонні поступки палестинцям, заявляючи:
- «Тель-Авіву і Нецарім —однакове відношення!»[2].

Найближчий суперник Шарона, Амрам Міцна з партії «Авода» гарантував, у випадку перемоги на виборах, в односторонньому порядку евакуювати ряд поселень в Самарії і секторі Газа.
З іншого боку, проти Аріеля і двох його синів, Омрі і Гільада, було відкрито кримінальне розслідування по відношенню незаконно зібраних внесків для одної з виборчих кампаній А.Шарона і так званої справи про «грецький острів». Урядовий прокурор Менахем Мазуз розбирав матеріали справи, і повинен був вирішити, чи переслідувати сім'ю Шарон у судовому порядку.

## Ініціатива Шарона
18 грудня 2003 року, виступаючи на конференції по питаннях  безпеки в Герцлії, А. Шарон вперше заявив, що якщо розроблений план мирного урегулювання палестино-ізраїльського конфлікту (План «Дорожня карта») провалиться, Ізраїль буде готовий піти на односторонні міри для забезпечення безпеки своїх громадян. Він сказав, що якщо через кілька місяців палестинці не почнуть виконувати своїх обов'язків, тоді Ізраїль ініціює одностороннє розмежування, при якому «частина поселень буде переміщена». Шарон не назвав ті поселення, які будуть «переміщені», обмежившись фразою, що мова йде про ті населенні пункти, які "при будь-якому можливому розкладі майбутньої угоди не будуть включені в територію Ізраїлю ". Він також заявив, що «процес розмежування приведе до покращення рівня життя і допоможе посилити економіку Ізраїлю», і, що «односторонні кроки, які Ізраїль зробить в рамках програми розмежування, посилять безпеку мешканців Ізраїлю і допоможуть ЦАХАЛу і силам безпеки у виконанні найважчих задач, що постали перед ними». На думку Шарона, розмежування — єдина, продиктована необхідністю, можливість виходу з складної ситуації в політичному процесі в умовах відсутності «партнера» по переговорах з палестинської сторони.

## Первинна реакція на ініціативу
Ініціатива стала цілковитою несподіванкою: Аріель Шарон, по рішенню і із згоди якого були побудовані десятки поселень, раптом заявив про необхідність їх евакуації.
- Ізраїльські «праві» назвали ініціативу уступком по відношенню до палестинців, заохоченням інтифіади і діяльності терористичних угрупувань.
- Ізраїльські «ліві» — спробою закрити очі на всі палестинські проблеми і пошкодити нормалізації відносин з Палестинською автономією.
- Поселенці ж взагалі почали вважати Шарона зрадником.

Офіційні представники ПНА вказали, що пильність світової спільноти не приспати, що Шарон намагається, заморозивши мирний процес, закріпити за Ізраїлем більшу частину «окупованих територій», а офіційні представники палестинських терористичних організацій заявили, що їх перемога невідворотна і вони продовжать свою боротьбу з «сіоністськими окупантами» до тих пір, поки не виникне держава Палестина зі столицею в Єрусалимі.
Шарону не вдалося переконати в необхідності здійснення плану навіть членів своєї партії. Ініційоване ним самим опитування дало невтішні результати: з 99652 членів Лікуда, що прийшли 2 травня 2004 року до урн для голосування, «за» його план проголосували 39,7 %, «проти» — 59,5 %.

## Суть плану
План передбачав поетапну евакуацію всіх ізраїльських поселень із сектора Газа і чотирьох поселень на півночі  Західного берега річки Йордан, а також повний вивід ізраїльських військ з цих районів до кінця 2005 року.
Ліквідації підлягло 21 єврейське поселення в секторі Газа, а також 4 ізольовані поселення в Самарії.
Поселення були розділенні на чотири групи. До першої відносились ізольовані поселення сектора Газа:
- Нецарім
- Кфар-Даром,
- Мораг

До другої — блок Гуш-Катиф:
- Ацмона
- Бдолах
- Гадид
- Ган-Ор
- Ганей-Таль
- Кфар-Ям
- Неве-дкалим
- Нецер Хазані
- Пеат-Саде
- Катиф
- Рафіах-Ям
- Шірат-Ям
- Слав
- Тель-Катіфа

Третю групу складали поселення на півночі сектора Газа:
- Нінасит
- Елей Синай
- Дугит

В четверту групу входили чотири поселення Північної Самарії:
- Ганім
- Кадим
- Са-Нур
- Хомеш

У відповідності з планом, поселенці повинні отримати компенсації, які будуть нараховуватися в залежності від «стажу поселенців», степені матеріального збитку, спричиненого при вимушеній зміні місця проживання, від чисельності сім'ї і вартості залишеної нерухомості. Близько 50 000$ на сім'ю було обіцяно тим, хто погодиться достроково покинути свій дім.

## Закон про розмежування
В червні 2004 року на розгляді уряду Ізраїлю був запропонований законопроєкт «Про реалізацію плану розмежування», в якому визначався порядок проведення евакуації поселень в секторі Газа і на півночі Самарії, а також процедура виплати компенсацій поселенцям.
В законопроєкті предбачались юридичні санкції проти осіб, що перешкоджали проведенню евакуації.
Так, за проникнення на територію, оголошену ЦАХАЛ «закритою воєнною зоною» діє покарання терміном до трьох років тюремного ув'язнення.
Аналогічному покаранню будуть піддані особи, що «перешкоджають представникам сил безпеки виконанню покладених на них обов'язків».
За відмову, а також за «пасивний супротив»(сидячий чи лежачий страйк) належить покарання і штрафи, аж до кримінального переслідування.
Міри покарання передбачаються також за "порушення громадського порядку, під час евакуації " (за образи щодо воєнних, поліцейських і працівників міністерства юстицій).
П'ять років тюрми належить за протидію евакуації, з використанням зброї — холодної чи вогнепальної — і що привело до загрози життя людей.
Згідно законопроєкту,особа що підлягає виселенню в рамках розмежування з ПА, має право на подачу заяви про виплату компенсації протягом двох років з дня евакуації.
В законопроєкті визначаються також рамки компетенції Адміністрації з питань відділення і його структур.
Загальний об'єм компенсаційного фонду, що діє в проєкті— 2,5 — 3 млрд шекелів.

### Затвердження законопроєкту в уряді
6 червня 2004 року уряд Ізраїлю затвердив законопроєкт «Про реалізацію плану розмежування», про порядок проведення евакуації поселень в секторі Газа і на півночі Самарії, а також про процедуру виплати компенсацій поселенцям.
Кабінет міністрів більшістю голосів (14 — «за», 7 — «проти»)  затвердив план виходу із сектора Газа. Було узгоджено, що питання демонтажу поселень обговорюватиметься окремо.
Щоб мати більшість в уряді, лідери правого блоку «Національної єдності» Авігдор Ліберман (міністр транспорту) і Біньямін Елон (міністр туризму), що виступали проти плану розмежування, 4 червня 2004 року (напередодні голосування) були звільнені прем'єр-міністром.

### Затвердження закону в кнесеті
26 жовтня року в кнесеті пройшло голосування з питання про підтримку плану відділення від Палестинської автономії, запропонованого прем'єр міністром Аріелем Шароном.
План був прийнятий більшістю голосів депутатів."За" проголосували 67, «проти» — 45.
7 депутатів від арабських партій утримались.
По закінченню голосування, Аріель Шарон викликав Узі Ландау (міністр без портфеля), що представляв табір супротивників евакуації поселень сектора Газа і вручив йому лист про звільнення. Був звільнений і замісник міністра Міхаель Рацон, що проголосував «проти».
Біньямін Нетаньягу (міністр фінансів) також проголосував «за», але в формі ультиматуму почав вимагати проведення всенародного референдуму з питання про підтримку плану одностороннього розмежування з палестинцями. В іншому випадку погрожував піти у відставку протягом 14 днів. Його підтримали міністр просвіти Лімор Лівнат і міністр охорони здоров'я Дані Наве.
Раніше, раціонально-релігійна партія МАФДАЛ висунула прем'єр міністру той ж ультиматум. Якщо Шарон не погодиться, то через 14 днів партія МАФДАЛ покидає уряд. Якщо вимога на проведення референдуму буде прийнято, то МАФДАЛ зобов'язується залишатися в уряді до 2006 року.

### Остаточне затвердження закону про розмежування
20 лютого 2005 року уряд Ізраїлю затвердив програму розмежування, що передбачала вивід всіх ізраїльських структур із сектора Газа і 4 поселень із північної частини Західного берега річки Йордан. За політичну програму прем'єр-міністра Аріеля Шарона проголосували 17 міністрів, 5 виступили проти. Голосування в уряді є остаточним затвердженням програми і відкриває дорогу для початку її реалізації.
28 березня 2005 року Кнесет розглядав законопроєкт про проведення референдуму.
Не дивлячись на результати численних опитувань, що свідчили про те що близько 60 % ізраїльтян готові підтримати законопроєкт, ізраїльський парламент більшістю голосів відкинув проєкт закону про норми проведення всенародного референдуму.
«За» проголосували 39 депутатів (серед них 3 міністра від Лікуда: Беньямін Нетаньяху, і інші), «проти» — 72, і серед них і сам Аріель Шарон.

## Підтримка плану евакуації поселень

### Позиція ЗМІ
Провідні ізраїльські ЗМІ в основному однозначно підтримали план розмежування. При цьому, такі журналісти як Амон Абрамович, що назвав Шарона «недорканним етрогом», оскільки тільки він здатний реалізувати програму розмежування, призвали своїх знизити рівень критики щодо Шарона у зв'язку з провідними розслідуваннями можливої незаконної діяльності як його самого, так і його синів.

## Опір реалізації плану розмежування

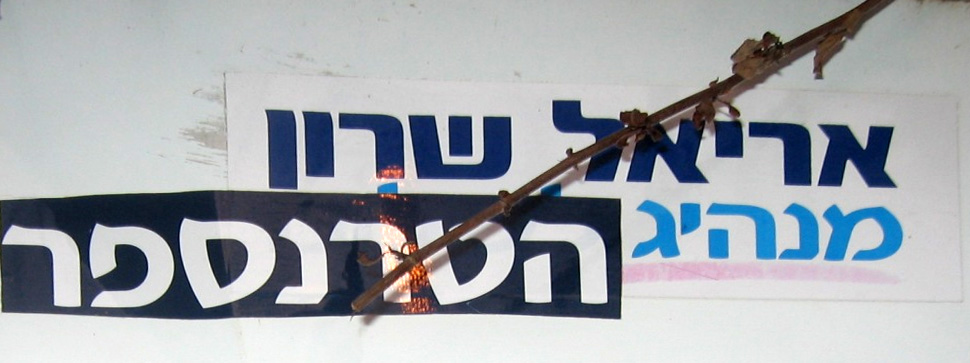

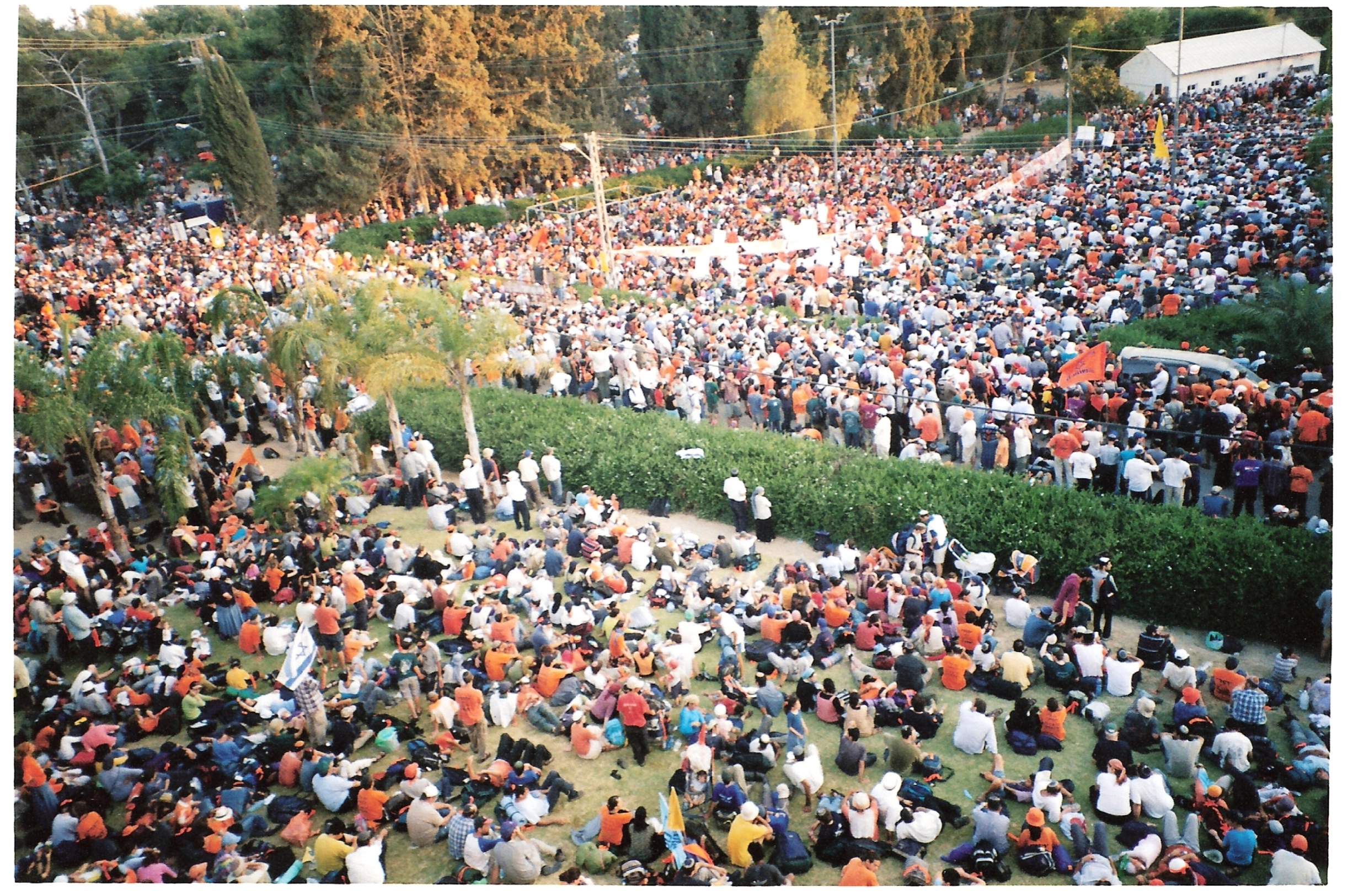
Тисячі протестуючих, 2005 р.

По мірі того, як поселенцям ставало зрозуміло, що це не простий маневр, покликаний послабити тиск на Ізраїль зі сторони міжнародної спільноти, а цілеспрямована зміна політики, яка приведе до повного виходу із сектора Гази і Північної Самарії, почав наростати супротив плану.
Поселенці створювали десятки громадських організацій. Крім вже відомих з часів угод в Осло рухів «Штаби поселень», «Жінки в зеленому», з'явились «Штаби міст», «Єврейський національний фронт» і інші. Для цього, організовувались численні демонстрації, виступи в ЗМІ. Вони провели ряд мітингів навпроти будівлі Управління по розмежуванню, дострокове сидяче бастування активістів поселенницького руху перед будівлею кнесету.
26 липня 2005 року була організована акція «Живий ланцюг» з тисяч демонстрантів від поселень в секторі Гази до Стіни плачу в Єрусалимі. По даних поліції, в цій демонстрації протесту брало участь більше ніж 130 тисяч противників розмежування, в тому числі 30 депутатів кнесету, включаючи голову парламенту Реувена Рівлина. Ланцюг розтягнувся на 90 кілометрів.

### Терористичні атаки зі сторони противників розмежування
5 серпня 2005 року Еден Натан-Зада, в знак протесту проти плану одностороннього розмежування, здійснив теракт в арабському ізраїльському місті Шфарам, розстрілявши 4-х цивільних осіб —  ізраїльських арабів. Вже після прибуття на місце ізраїльської поліції, був побитий натовпом до  смерті.
18 серпня 2005 року, Ашер Вісган, водій вантажівки по розвезенні робочих з поселення Швут Рахель, розстріляв палестинських робочих в промисловій зоні поселення Шило. Ним було вбито чотирьох і поранено одного палестинця. Свої дії він пояснив бажанням зірвати план одностороннього розмежування.

## Реалізація плану розмежування
Після затвердження плану в уряді і кнесеті, прийняття закону про компенсації, оперативно-технічної підготовки на місцевості, а також опрацювання юридичних питань, початок евакуації поселень із сектора Газа і Північної Самарії був запланований на 15 серпня 2005 року.

### Підготовка до евакуації поселенців
У воєнних і політичних кругах побоювались, що в ході реалізації плану розмежування армія і поліція зіштовхнуться з агресивним супротивом поселенців і ультраправих активістів. Не виключалась можливість застосування фізичного насилля.
Додатковою погрозою вважалась можливість відновлення терористичної активності палестинських угрупувань, які могли скористатись масовим скупченням людей в місцях евакуації. Така ситуація ускладнювала воєнно-політичне планування операції.
Планувалось, що евакуація мешканців із сектора Газа і Північної Самарії займає від 4-х до 6-ти тижнів.
В евакуації було задіяно близько 42 000 солдатів і поліцейських, що прийшли спеціальну психологічну підготовку. Ще 10 000 складали резерв.
Згідно оперативному плану, ці сили розосереджувались по шести «поясах».
- Перший пояс: неозброєні солдати і поліцейські, які займались безпосередньо виводом мешканців з будівель.
- Другий пояс: воєнні підрозділи, що ізольовують поселення один від одного.
- Третій і четвертий пояси: армійські підрозділи, що виконували оборонні функції. Вони призначались для захисту від можливого вогню палестинців.
- П'ятий пояс: солдати і поліцейські, дислоковані вздовж зовнішнього кордону сектора Гази з Ізраїлем. Вони ізольовували територію від будь-яких спроб проникнення ззовні.
- Шостий пояс: підрозділи поліцейських, які перекрили дороги в сектор і припиняли провокації з боку правих активістів.

Крім того, спеціальні підрозділи були виведені для боротьби з екстремістськими елементами з числа поселенців і їх прибічників.
Для спостереження за ситуацією на місцевості, в Ізраїль прибули помічник державного секретаря Девід Уелч і помічник президента США по національній безпеці Еліот Абрамс.
Протягом кількох діб солдати і поліцейські з  «першого поясу» роздавали поселенцям сповіщення про евакуацію з пропозицією добровільно покинути свої домівки. Пояснювалось, що з 17 серпня почнеться етап примусової евакуації, і люди, що залишаться до того моменту в поселеннях, втратять третину від суми, що належить їм як компенсація.
Очікувалось, що найбільший супротив могло бути при евакуації населених пунктів Кфар-Даром, Ацмона. В цих поселеннях був низький процент бажаючих поїхати добровільно. Ускладнювало ситуацію те, що сотні ультраправих активістів незаконно проникли на територію поселень. Вони перешкоджали вивозу майна і евакуації сімей. За допомогою в евакуації до воєнних звернулися близько 200 сімей поселенців Гуш-Катифа.
До 17 серпня більшість жителів покинули поселення на півночі сектора Газа, а також Ганим і Кедим в Самарії. Із інших поселень виїхало близько половини жителів.
17 серпня почалась примусова евакуація. ЇЇ було вирішено почати з великих населених пунктів — Неве-Дкалим, Ацмони, Мораг, Шират-ям. Паралельно виводились мешканці менших поселень.
Одна з сімей, що проживала в поселенні Неве-Дкалим почала демонстративно руйнувати свій будинок. Поліцейські і воєнні, що прибули в Неве-Дкалим, ведуть перемовини з місцевими жителями про можливість добровільної евакуації. Були декілька випадків бійок між противниками евакуації і поліцейськими. Солдати і офіцери, що були в  Неве-Дкалим, вислуховували в свою адресу образи.
Ізраїльські воєнні почали виводити противників евакуації із синагоги в поселенні Мораг. Поселенці не показували серйозного супротиву, але відмовлялися пересуватися самостійно. Воєнні були змушені виносити їх на руках. Людей, що не підкорились наказу про евакуацію перенесли в автобус, який вивіз їх із сектора Газа. Закінчилось вивезення мешканців поселення Ганей-Таль в Гуш -Катиф. Серед колишніх мешканців поселення  — депутат кнесета Цві Гендель. До 19:00 стало відомо, що  583 з 2.206 житлових і громадських будівель в районі Гуш-Катиф покинуті жителями. В більш. ніж 1.500 синагогах досі знаходяться поселенці і противники евакуації, що не є жителями сектора Газа. Повністю залишені мешканцями поселення Тель-Катифа, Ацмона и Мораг. Поселення Ганей Таль і Бдолах пустують.
По оцінках воєнного командування, армія та поліція успішно впорались зі своєю задачею. Виправдала себе психологічна підготовка, яку вони проходили декілька місяців. В ході евакуації було дано розпорядження як можна м'якіше вести себе з поселенцями і проявляти увагу. Завдяки цьому, відбувалися лише місцеві сутички з поселенцями. У приймальню «Сорока» було доставлено 20 людей, що постраждали в результаті різноманітних інцидентів. Серед постраждалих 9 воєнних, 4 поліцейських, 6 громадян Ізраїлю та 1 іноземний турист. Стан двох постраждалих тяжкий, двоє інших поранені легко.
Події першого дня примусової евакуації зняли фотожурналісти.

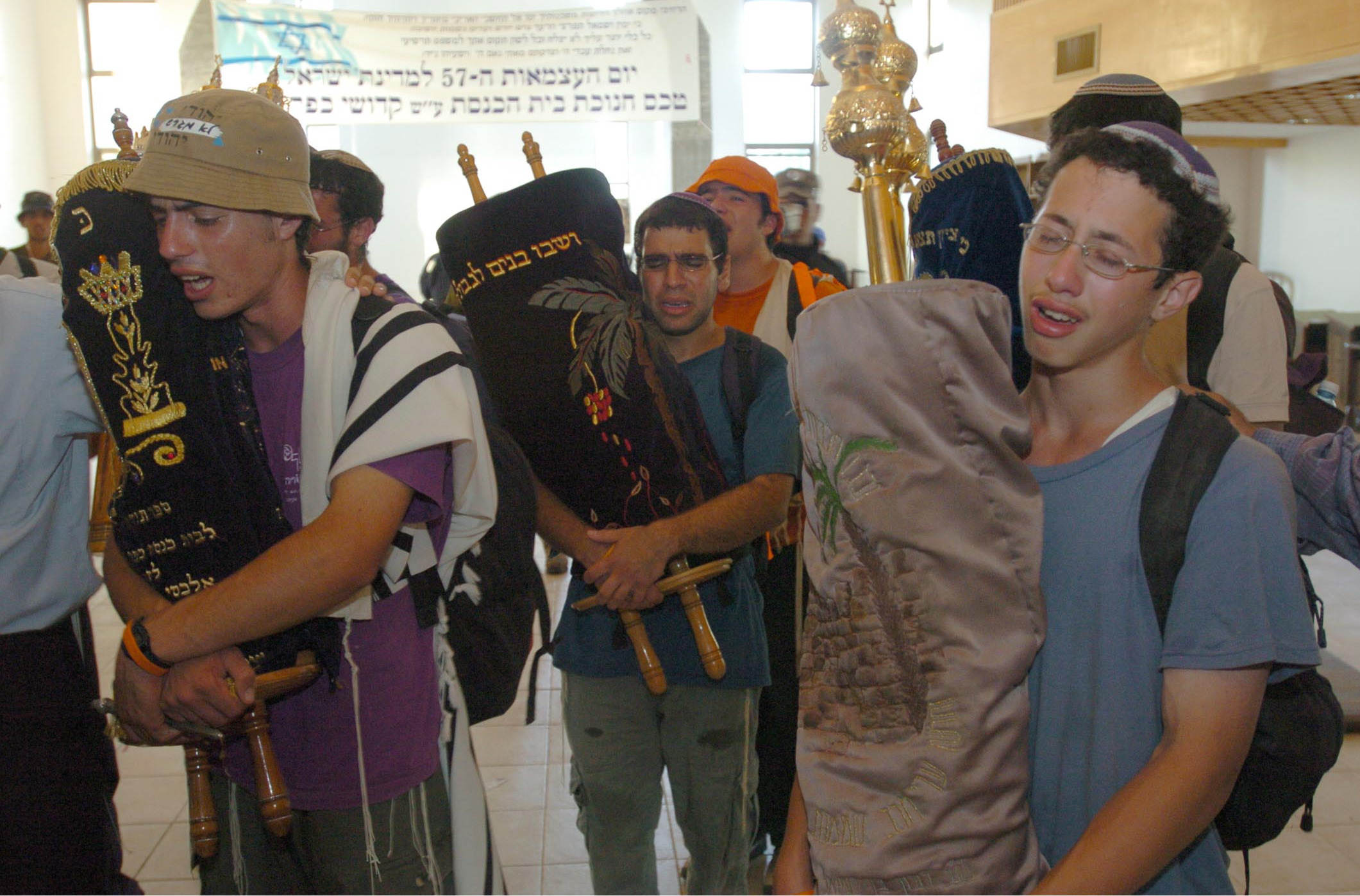
Винесення священних книг із синагоги в Кфар-Дароме

18 серпня армія і поліція завершили виведення жителів з Кфар-Даром і Неве-Декалім. В цих поселеннях був найбільший супротив. Радикально налаштовані мешканці і активісти, що приїхали підтримати їх,забарикадувалися в синагогах і громадських будівлях. В поселенні Кфар-Даром вони застосували проти солдатів фарбу, розчини миючих засобів тощо, в результаті штурму ряд військових і поліцейських отримали поранення. Більшість все ж таки згодились евакуюватися в результаті перемовин. Воєнно-політичне керівництво виразило вдоволення швидким ходом операції і діями сил армії і поліції.

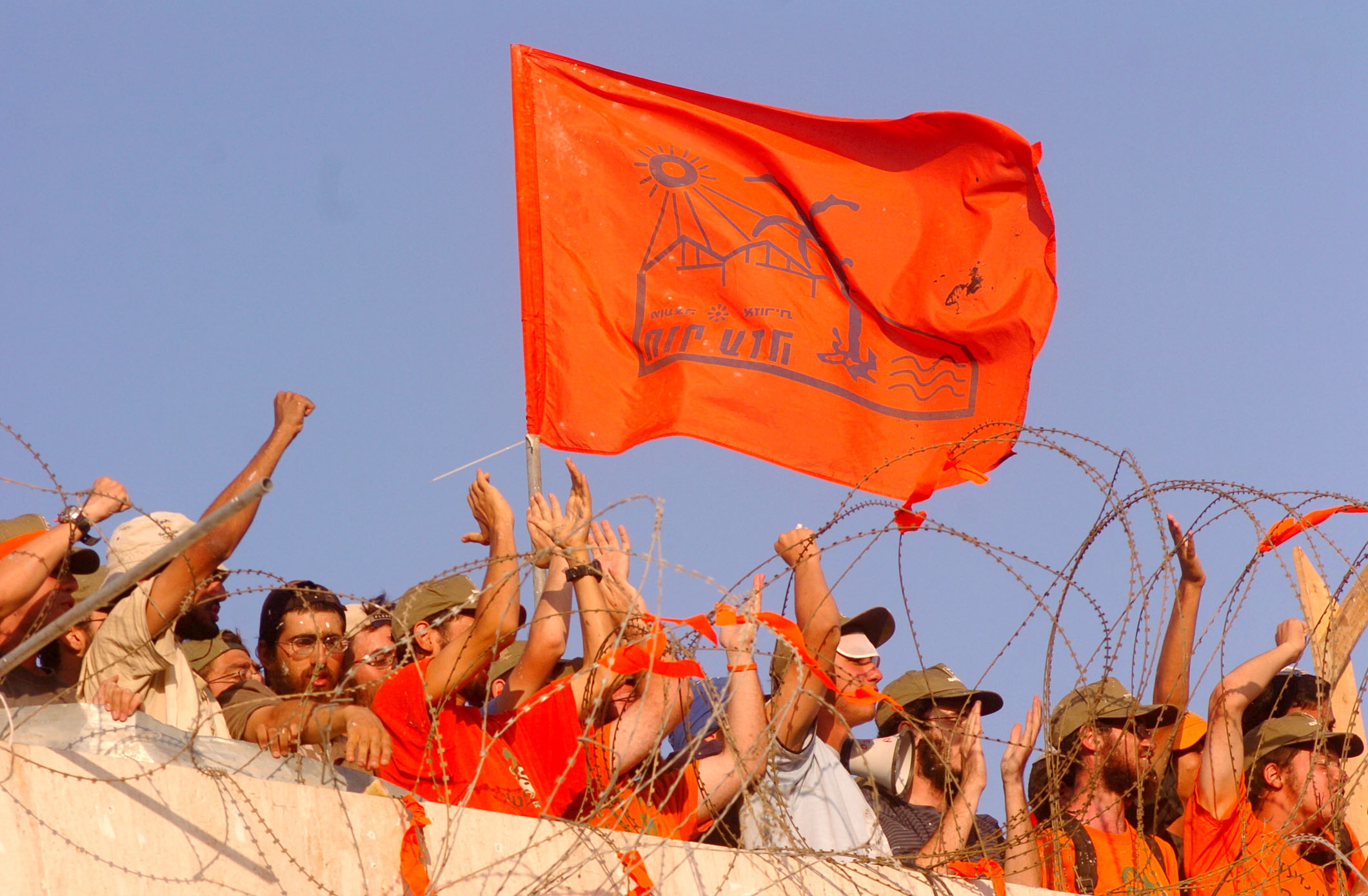
Протест проти евакуації Шират ха-Ям

19 серпня евакуювали населений пункт Гадид в Гуш-Катифі. Противники виселення влаштували барикади і підпалили шини, щоб завадити поліцейським  і воєнним проникнути в населений пункт. Бульдозер звільнив дорогу, солдати і поліцейські приступили до примусового виселення. Їм довелось застосувати силу, так як жителі забарикадувалися в будівлі синагоги, а також забрались на дахи будинків. З поселення було вивезено 162 людини. Постраждала одна дівчина, що зірвалася з даху синагоги. Вона була госпіталізована. Легкі поранення також отримала один поліцейський.
20 серпня евакуація не проводилась — Шабат.
21 серпня була проведена евакуація на автобусах таких єврейських поселень,як Елей-Синай (15 людей), Ацмона и Нісанит. Воєнна техніка використовувалась для руйнування будівель. З підтримкою фермерів з Гуш-Катифа вивозилась сільськогосподарська техніка і обладнання. Добровольці надавали допомогу солдатам  при перевозці залишених поселенцями речей і тварин.
22 серпня проведено виселення мешканців з останнього єврейського поселення в секторі Газа — Нецарім (60 сімей). Евакуація жителів єврейських поселень сектора Гази завершилась.
23 серпня інженерні частини ЦАХАЛ приступили до руйнування житлових будинків і громадських будівель в поселенні Ганім (Північна Самарія). Застосовувались важкі армійські бульдозери D-9. Солдати почали знос будинків, евакуацію синагог і кладовищ і в інших населених пунктах. Планується завершити роботу по руйнуванню споруд в 25 евакуйованих поселеннях в протягом 10 днів.

## Наслідки розмежування

### Економічні
Державна комісія, що перевірила в червні 2010 року дії держави по відношенню до евакуйованих в рамках програми розмежування мешканцям поселень, прийшла до висновку, що держава «не змогла вирішити проблеми евакуйованих поселенців».

### У сфері безпеки
На думку міністра зі стратегічних питань Моше Яалона, зніс поселень в секторі Газа тільки зміцнив ХАМАС.

## Пам'ять
Наприкінці 2008 року в Єрусалимі був відкритий музей-меморіал Гуш-Катифа.
У 2012 році в ізраїльських школах був проведений «День Гуш-Катифа», присвячений пам'яті поселень, зруйнованих у 2005 році.
У 2016 році в Кнесеті був відкритий обеліск в пам'ять про єврейські поселення в Гуш-Катифі.